# Mioacris acutipennis
Mioacris acutipennis är en insektsart som först beskrevs av Francois Jules Pictet de la Rive och Henri Saussure 1892.  Mioacris acutipennis ingår i släktet Mioacris och familjen vårtbitare. Inga underarter finns listade i Catalogue of Life.